# Sopheap Pich
Pour les articles homonymes, voir Pich.
Sopheap Pich est un artiste contemporain cambodgien né en 1971 à Battambang. Ses œuvres sont exposées dans les plus grands musées du monde.

## Biographie
Sopheap Pich naît en 1971 à Battambang.
Sa famille s'enfuit en Thaïlande fin 1979, puis aux Philippines en 1983 et l'année suivante aux États-Unis, où il restera jusqu'en 2001. En 1995 il obtient le BFA en peinture à l'université du Massachusetts, comprenant un an à l'École nationale supérieure d'arts de Cergy-Pontoise. En 1999 il décroche le MFA en peinture à l'École de l'Institut d'art de Chicago.
Revenu au Cambodge, il change de média et aborde la sculpture, travaillant le rotin.
Parallèlement à son travail d'artiste, il est président de Sala Arts A2A, qui vise au développement d'une scène d'art contemporain à Phnom Penh à travers le commissariat et l'exposition de jeunes artistes cambodgiens.
Il est à l'origine, avec Linda Saphan, de Visual Arts Open, une exposition qui en décembre 2005 fonde l'art contemporain cambodgien.
Il expose en 2013 au Metropolitan Museum of Art de New York. Ses œuvres font également partie de l'exposition "TRANSMISSION" au Jim Thompson Art Center de Bangkok en 2014 et de l'exposition The Art of Our Time: Masterpieces de la collection Guggenheim au musée Guggenheim de Bilbao.